# 香米

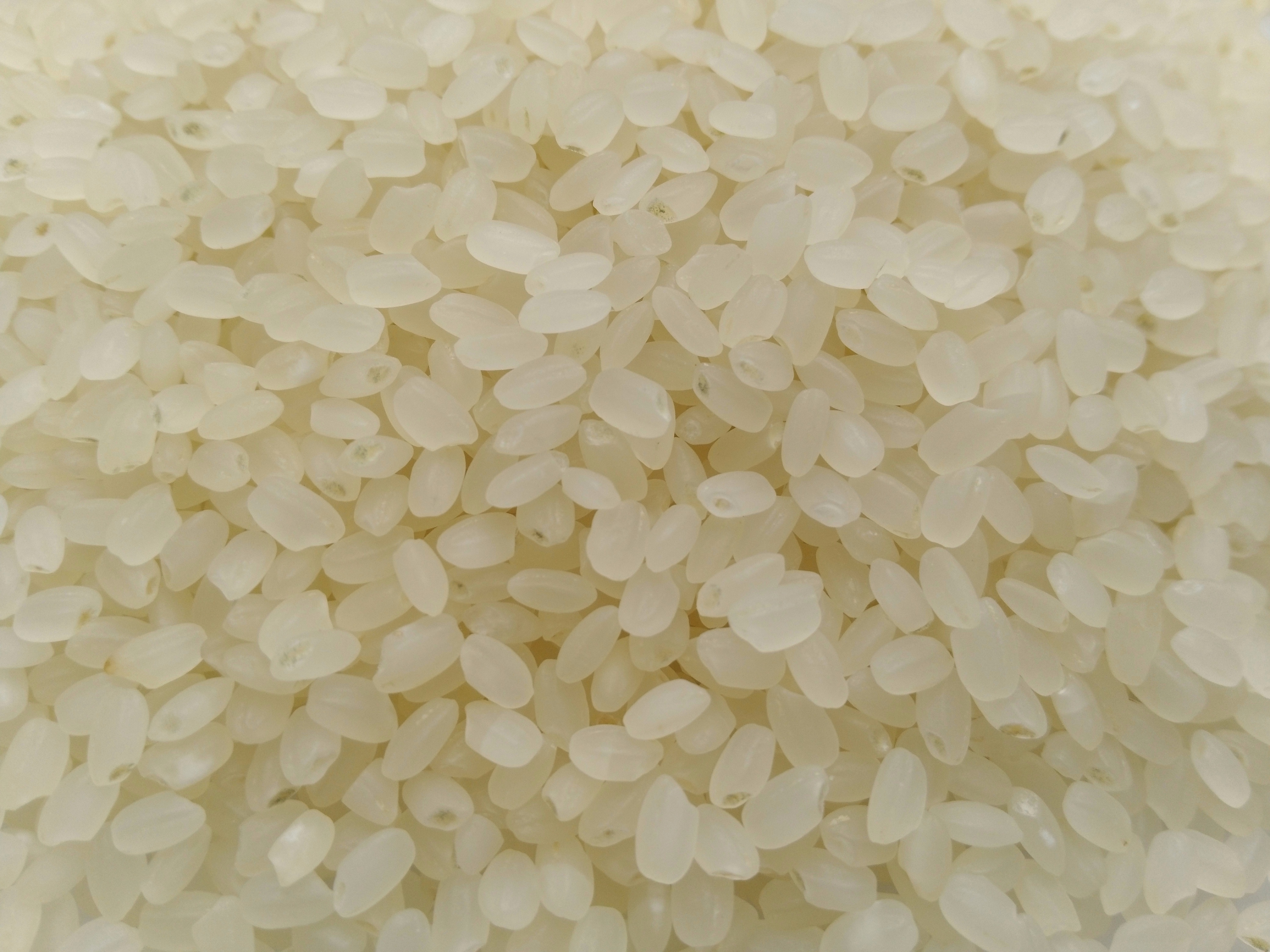
韓國的香米

香米（英語：aromatic rice），是含有特殊香氣的水稻品種概稱，在製成白米及糙米時，會散發特殊香味。根據品種，有麝香米等不同名稱，可能帶有芋頭或是七葉蘭等不同香味，著名品種包括巴斯马蒂香米、茉莉香米、益全香米等。
香米发源于印度次大陆。虽然其性状似籼稻，但实际上香气突变BADH2来自2400–4000年前引入该地的粳稻，最早的品种是和当地原本的aus稻（性状大抵类似籼米，但可分辨出分子和性状上的区别）杂交而成。
以巴斯马蒂为代表的传统香米栽培群（aromatic）自21世纪初就被分类为粳稻的一种。此栽培群内并非所有品种都有香气性状。

## 概論
種植香米的記錄，最早可以追溯到印度孔雀王朝。在1世紀時，中國文獻記載了名為香粳，或香秔的稻米品種，為當時貴族王公喜愛的食品。在江戶時期，日本最早的農書《清良記》中，記載了名為薫早稻與香餅的稻米。
其香味成份主要來自於含有2-乙酰基吡咯啉（2AP）；香米是由于BADH2基因失活突变，才蓄积此物质。BADH2失活导致的香味性状和大米的其他性状（软硬口感等）在遗传上独立（但属隐性遗传），可以通过数代杂交育种来转移到其他的品种。香米之外的大米品种，通过基因编辑技术使BADH2失活后，也会产生一样的香味。